# セブンリーグ
セブンリーグ（SEVEN LEAGUE）は、1995年に山佐が開発・販売したパチスロ機である。

## 概要
山佐にとってはダイバーズXXに続く4号機第3弾であるこの機種は、ビッグボーナスとシングルボーナスの集中を搭載したA-Cタイプである。

## 特徴
ゲーム性はA-Cタイプであるが、集中はパンク確率が設定1では21分の1、設定6でも38分の1と高くロング継続は期待できない。その代わりビッグボーナス確率は設定1でも252分の1、設定4以上は約241分の1と高く、当時山佐はこの機種のことを「AA-C」タイプ（ビッグボーナス主体のCタイプという意味）として宣伝していた。
ビッグ確率は設定差がさほどないものの、集中の確率は大きく開きがある(設定1が819分の1、設定6が241分の1)。レギュラーボーナスが搭載されていないため、集中役でしのぎつつビッグボーナスに期待するゲーム性である。
ビッグボーナス絵柄には7と緑色の怪獣で名前は「パーキー君」。キーパーの格好をしている。
リーチ目はボーナス絵柄を主体とする山佐パターンで構成されている。レギュラーボーナスが無いためリーチ目出現=ビッグボーナス確定である。
左リールにはチェリーの形に似た「シューズ」が0枚役として存在し、これがこれまでのパルサーシリーズでいうチェリーの働きをした。チェリー付きリーチ目は本来ならボーナス成立後でないと出現しないが、この機種では0枚役なので即出現することもある。
集中役に関してはリーチ目や告知がない。また、パンク確率が高い。
本物のチェリーも存在するが、引き込み率の関係で抽選確率が低い（約241分の1）。左リールにはボーナス絵柄から離れた位置で2連の形で配置してある。3枚がけでは絶対に2連チェリーが枠内に停止することはないため、成立した場合は必ず角チェリー（4枚）で停止する。
7枚役のホーンはビッグボーナス中は10枚役に変化する。このように通常時とボーナス中で獲得枚数が違うというのはこの機種が最初である。
基本的に適当押しで構わないが、ハサミ打ちなど中リールを最後に押す場合や中段にシングルを揃える時に、1ヶ所だけ取りこぼす位置がある。

## ボーナス確率・機械割
| 設定 | BIG      | 集中     | パンク  | 機械割 |
| ---- | -------- | -------- | ------- | ------ |
| 1    | 1/252.06 | 1/819.2  | 1/21.28 | 94.5%  |
| 2    | 1/248.24 | 1/585.14 | 1/25.17 | 96.8%  |
| 3    | 1/244.54 | 1/455.11 | 1/27.72 | 99.1%  |
| 4    | 1/240.94 | 1/372.36 | 1/29.68 | 101.4% |
| 5    | 1/240.94 | 1/315.08 | 1/34.35 | 103.7% |
| 6    | 1/240.94 | 1/273.07 | 1/38.55 | 106.1% |

※   機械割はメーカー発表のもの